# Nové Sedlice
Nové Sedlice – wieś w Czechach, w kraju morawsko-śląskim, w okresie Opawa. Według danych z dnia 1 stycznia 2010 liczyła 506 mieszkańców.